# الاستعداد لتغير المناخ (كتاب)
How to Prepare for Climate Change: A Practical Guide to Surviving the Chaos (كيف تستعد لتغير المناخ: دليل عملي للبقاء في ظل الفوضى) هو كتاب صدر عام 2021 من تأليف ديفيد بوغ، وهو كاتب متخصص في التكنولوجيا والعلوم، ويشتهر بمشاركته في برنامج CBS News Sunday Morning.
يتناول بوغ تأثير التغير المناخي في مناطق مختلفة، وجهود الأفراد والشركات في تخفيف آثار التغير المناخي، إلى جانب مواضيع عملية مثل الجوانب الاقتصادية والتأمينية لموضوع المرونة المناخية، والاستعداد الشخصي للكوارث، والمشاركة السياسية والاجتماعية في العمل المناخي.

## الاستقبال
حاز الكتاب على مراجعات إيجابية في مجلات مثل بوكليست ومراجعات كيركس، كما ورد ذكره في صحيفة نيويورك تايمز.

## روابط خارجية
- "David Pogue: How to Prepare for Climate Change". YouTube. WestportPubLib. 26 فبراير 2021. مؤرشف من الأصل في 2024-08-06.